# Luigi d'Azeglio
Luigi (ursprungligen Prospero) Taparelli d'Azeglio,  född den 24 november 1793 i Turin, död 21 september 1862 i Rom, var en italiensk teolog. Han var bror till Roberto och Massimo d'Azeglio.
d'Azeglio blev jesuit och var som ledare för Civiltà Cattolica en av påvedömets skickligaste försvarare.